# Élisabeth Cibot
Élisabeth Cibot est une sculptrice, dessinatrice et peintre française née le 4 mai 1960 à Nantes.

## Biographie
D'ascendance polonaise, Élisabeth Cibot est diplômée de l’École nationale supérieure des beaux-arts de Paris et a suivi une formation pluridisciplinaire en gravure, glyptique, dessin et sculpture. Elle a été l'élève d’Étienne-Martin, du sculpteur César et de Léopold Kretz, l'assistante de Riccardo Licata.
Également historienne de l'art diplômée de l'École pratique des hautes études (IVe section : sciences historiques et philologiques), ses recherches ont entre autres, à partir des collections du musée d'Archéologie nationale de Saint-Germain-en-Laye, porté sur la création des verreries antiques. Elle a vécu et travaillé à Venise en Italie, et à New York aux États-Unis. Elle vit désormais dans la région parisienne.
Élisabeth Cibot est définie comme étant « une artiste pluridisciplinaire apposant sa sensibilité artistique dans la sculpture, la peinture ou le dessin, travaillant différentes matières, comme le bronze, l'argile, ou encore le verre ou le cristal, et s'exprimant dans de multiples styles tels que figuratif, stylisé, symbolique, expressionniste ou poétique ».

## Expositions

### Expositions personnelles
- Galerie Oliviano, Paris, 2002.
- Galerie Daniel Besseiche, Paris, 2008.
- Dialogues d'atelier - Sculptures d'Élisabeth Cibot, Centro internazionale della grafica, Venise, 2008.
- Élisabeth Cibot - Sculptures, dessins, atelier Artes, Barbizon, avril-mai 2011[4].
- Carré des Coignard, Nogent-sur-Marne, novembre-décembre 2011.
- Galerie 13, Deauville, août-septembre 2012[5].
- Sculptures dans la ville - Élisabeth Cibot, Sarrebourg, juillet-août 2013[6],[7].
- Galerie Karin Carton, Versailles, 2014.
- Galerie de Pontaillac, Royan, 2014.
- Élisabeth Cibot - Cinquante sculptures, Cour des comptes européenne, Kirchberg, Luxembourg (partenariat Galerie Marie-Thérèse Boyrié, Saint-Quirin), septembre 2014.
- Parcours de sculpture contemporaine - Élisabeth Cibot, domaine des Roches, Briare, mai-septembre 2015[8],[9],[10].
- Élisabeth Cibot - Sculpture exhibition - La vie est belle, Neubert Arts, Hoi Bun Industrial Building, Kwun Tong, Kowloon (Hong Kong), juin 2016[11].
- Galerie de la cour des artistes, Wissous, mai 2018[12].
- Sculptures en ville : Élisabeth Cibot, Le Perreux-sur-Marne, juin-juillet 2019[13].
- Galerie Thomé, Paris, novembre 2021.
- Galerie Saint-André, Mont-Saint-Aignan, mai 2022.
- Élisabeth Cibot - Sculptilia, Galerie Post Tenebras Lux, Les Baux-de-Provence, juin-juillet 2022[14].

### Expositions collectives
- Cibot (sculptures), Cante-Pacos (peintures, Galerie du siège du Crédit mutuel de Bretagne, Le Relecq-Kerhuon, janvier-mars 2006[15].
- L'art du dessin - Jean-Pierre Alaux, Paul Ambille, Alain Bonnefoit, Yves Brayer, Hélène Cibot, Jean Cluseau-Lanauve, Reno Marca, Hélène Nué, Gérard Ramon…, Galerie 23 du domaine de Rochevilaine, Billiers, mai-juillet 2006[16].
- Alain Bonnefoit, Élisabeth Cibot - Corps accords : dialogue autour du corps féminin, Galerie Artistes en lumière, Paris, décembre 2011 - février 2012.
- Tomas Ulysse, Élisabeth Cibot, Jacques Coquillay, Gérard Ramon, Michel Lévy - Œuvres sculpturales récentes, Grand Palais, Paris, novembre 2012.
- Salon de l'Union des arts plastiques, salle de la Légion d'honneur, Saint-Denis (Seine-Saint-Denis), novembre-décembre 2012[17].
- Bronze - Meisterwerka aus Frankreich : Élisabeth Cibot, Lisbeth Delisle, Jivko, Françoise Naudet, Stadmuseum Zweibrücken (de), Deux-Ponts, 2013.
- Salon de printemps, Élisabeth Cibot invitée d'honneur, espace Le Colombier, Verrières-le-Buisson, avril 2014[18].
- 48e Salon des arts, Alfortville, janvier 2015.
- inauguration du musée Chaplin's World, Corsier-sur-Vevey, avril 2016[19].
- Beautés divines - Élisabeth Cibot (sculptures), Lukáš Kándl (peintures), orangerie du Sénat / jardin du Luxembourg, Paris (partenariat Galerie Anagama, Versailles), juillet-août 2016[20].
- 2e Festival des impressionnistes, Élisabeth Cibot invitée d'honneur, château de Grouchy, Osny, été 2016[21].
- 151e Salon de Versailles - Société versaillaise des artistes d'Île-de-France (Élisabeth Cibot invitée d'honneur), Versailles, 2016[22].
- Nemo alias Dakkar, musée Jules-Verne, Nantes, octobre 2016 - juin 2017[23].
- Salon de l'artistique, château Conti, L'Isle-Adam, septembre 2017[24].
- 4e Exposition de sculptures monumentales, Wissous, mai-juillet 2018[12].
- Duo d'exception : Élisabeth Cibot (sculptures), Yo Coquelin (peintures), carré des Coignard, Nogent-sur-Marne, juin 2018[25].
- Délicatement… Monique Gourgaud, Yuichi Ono, Élisabeth Cibot, Galerie Anagama, Versailles, juin-juillet 2018[26].
- 11e Biennale du jardin des sculptures - Hommage à Antoniucci Volti, château de Bois-Guilbert, août 2019[27].
- Une touche d'art à Coupvray (Élisabeth Cibot invitée d'honneur), château de Coupvray, octobre 2019.
- 50e Salon des arts, salle des fêtes de Cholet, octobre 2019[28].
- Il était une fois - Anne Hervy (peintures), Élisabeth Cibot (sculptures) Galerie DX, Bordeaux, juin-septembre 2020.
- Vingt regards sur la femme, orangerie du Sénat, Paris (partenariat Galerie Marie-Thérèse Boyrié, Saint-Quirin), mai-juin 2019.
- Salon d'automne, Paris, octobre 2021.
- 60e Salon de la ville de Vincennes, octobre 2021.
- 22e Salon Couleurs et volumes (Élisabeth Cibot et Michèle Taupin invitées d'honneur), château de Buc (Yvelines), novembre 2021.
- Animaux et symboles (partenariat Galerie Roz in Winter, Barbizon), la halle Mandela, Longjumeau, novembre-décembre 2021.
- Biennale d'art contemporain - Dans le sillage de Antoine Watteau, carré des Coignard, Nogent-sur-Marne, janvier 2022.
- Salon Comparaisons, Grand Palais éphémère, Paris, février 2022.
- Camille Claudel, géniale folle, musée Yves-Brayer, Les Baux-de-Provence, mai-novembre 2022[14].
- 56e Salon Île-de-France (Michèle Battut - peintures - et Élisabeth Cibot - sculptures - invitées d'honneur), Les Colonnes, Bourg-la-Reine, janvier-février 2025.

## Citations

### Dits d'Élisabeth Cibot
- « L'art est un support à notre questionnement sur le monde et sur le sens de la vie, un chemin de connaissance de soi qui rend capable de s'ouvrir aux autres. Sur cette route, je cherche tout en bâtissant. » - Élisabeth Cibot[29]

### Réception critique
- « Tournée vers le graphisme et attirée par le plan qu'elle fait parfois s'onduler, Élisabeth Cibot laisse libre cours à ses impulsions, à une gestuelle épanouie, vivante et expressive. Consciente des limites imposées par la surface même du verre qu'elle grave, elle cherche au contraire l'harmonie entre contour, ligne et lumière. À l'évidence, la contrainte est l'état qu'elle ignore… Une liberté quasi-sensuelle qui joue, ici, avec la lumière, là, avec la couleur, pour surgir à la surface du verre avec fougue dans un grand accent de sincérité. » - Aline Jaulin[30]
- « Sachant aller au-delà des apparences, elle capte de ses modèles en l'exprimant avec une liberté d'expression et une sincérité authentiques. Elle confère ainsi à ses travaux une vérité esthétique communicative où l'on perçoit toute la sensibilité du corps et de la vie qui le meut. l'intériorité Le monde d'Élisabeth Cibot est le théâtre de la fusion entre réalité et imaginaire, dont la cohérence et la force découlent d'une émotivité onirique qu'elle sait transmettre à la matière sculptée, et qui toujours nous va droit au cœur. » - Patrice de la Perrière[31]
- « Pour s'extraire de la matière, Élisabeth Cibot cherche à dissoudre la pesanteur qui enracine toujours quelque part les corps et les êtres. Dans sa recherche, elle la distance, en éloignant ses modèles du sol, cherchant des postures qui évoquent ces espaces où la pesanteur n'existe plus. Elle introduit de l'aérien dans la densité de la matière et de l'armature, dans la complexité des matériaux du monumental. Elle dégage le mouvement, le geste et la possible légèreté de corps lourds de passions qui nous attachent. De sa sculpture émane un souffle qui traverse le volume et le suspend comme juste avant l'envol, dans un élan entre le ciel et le vide. » - Carole Melmoux[18]

## Distinctions
- 2017 : Prix Conti de sculpture[32].
- 2015 : Médaille d'or de sculpture de la Société nationale des beaux-arts[32].
- 2013 : Prix Camille-Claudel de sculpture de la Société nationale des beaux-arts[32].
- 2009 : Bourse de la Fondation Taylor.
- 2006 : Prix Gabriel-Diana de la Société nationale des beaux-arts.
- 2005 : Prix de la Fondation Taylor.
- 2004 : Prix Paul-Belmondo du Salon d’automne.
- 2000 : Prix Michel-Dumont du Salon des artistes français.
- 1997 : Médaille de bronze du Salon des artistes français.

## Œuvres monumentales
- Monument à Charles de Gaulle devant la gare de Metz, 2021[33],[34],[35].
- Monument à Joachim Murat, Labastide-Murat, 2018[36],[37].
- Le truffaire (Lo trufaire), Lalbenque, 2016[38],[29].
- Statue Tellina, Sarrebourg, 2014.
- Monument à Charles de Gaulle et Yvonne Vendroux, place d'Armes, Calais, 2013[39].
- Statue de Jean-Paul II, parvis de la Basilique Notre-Dame de Fourvière, Lyon, 2011[40],[41],[42],[43],[1].
- Statue du Général de Gaulle, Drancy, 2006.
- Nemo et Jules Verne enfant, (Esplanade Jean Bruneau, rue de l'Hermitage), Nantes, 2005[44],[3],[45].
- La Valnurese, statue représentant une ouvrière en tenue de travail, en hommage aux plumassières italiennes qui travaillaient dans une ancienne fabrique de plumes de la ville de Nogent-sur-Marne, bronze 2500cm, 2012, patio de la résidence « La petite Italie », Nogent-sur-Marne. Pour réaliser cette œuvre, commandée par le maire de la ville, l'artiste[46] aurait utilisé comme modèle Carla Bruni-Sarkozy[47],[48],[49],[50],[51].
- Buste monumental de François Mitterrand, Béthune[52] et Pontault-Combault[53].
- Buste monumental de Willy Brandt, Béthune.
- Statue François Mitterrand et son chien, Vouziers[53].

### Filmographie
- Élisabeth Cibot - Sculptures, Marc Binninger ateliers, Nogent-sur-Marne, 2022 durée : 13'47" (visionner en ligne).